# Charles Hiram Randall

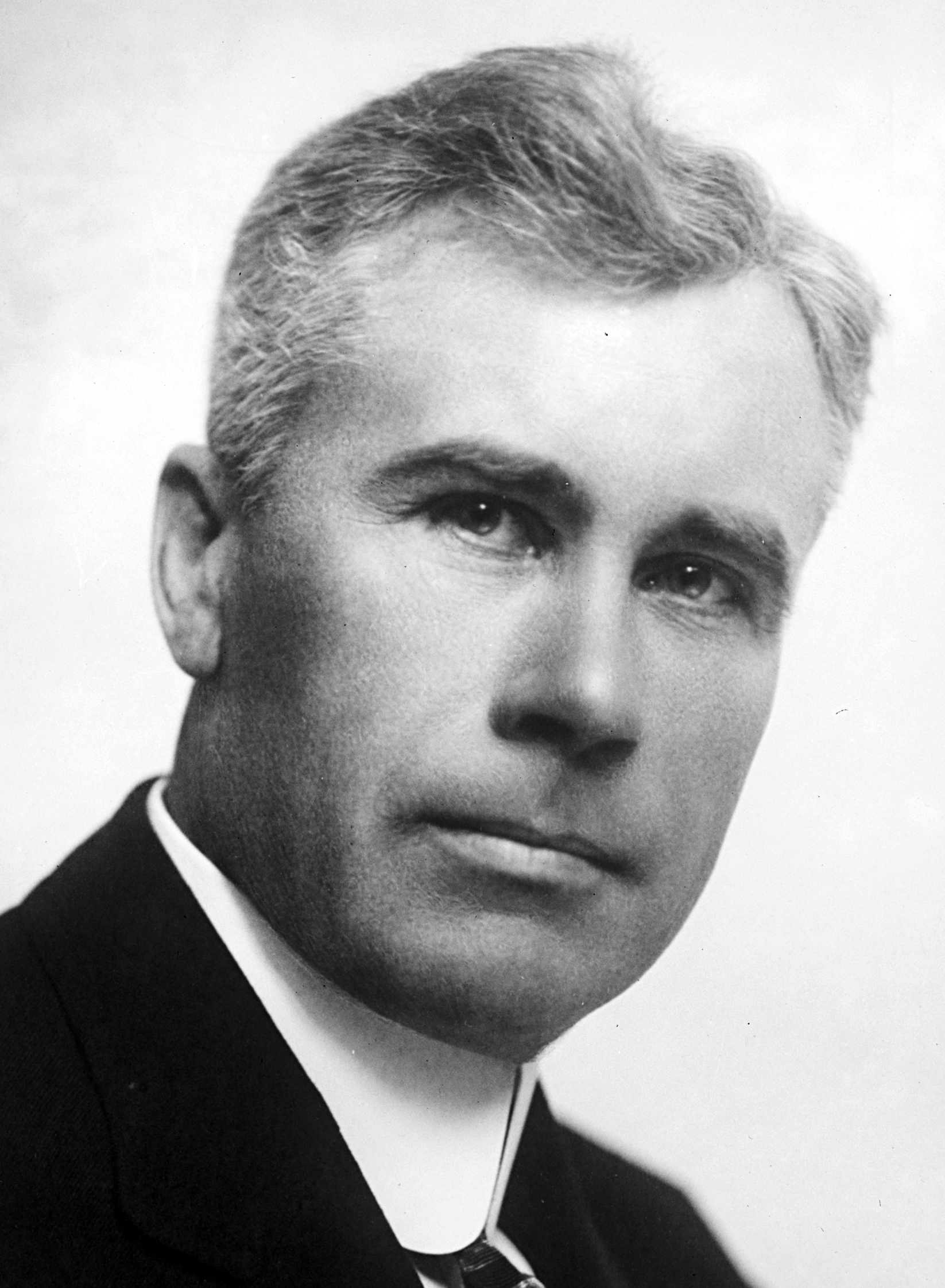
Charles Hiram Randall

Charles Hiram Randall (* 23. Juli 1865 in Auburn, Nemaha County, Nebraska; † 18. Februar 1951 in Los Angeles, Kalifornien) war ein US-amerikanischer Politiker. Zwischen 1915 und 1921 vertrat er den Bundesstaat  Kalifornien im US-Repräsentantenhaus.

## Werdegang
Charles Randall besuchte die öffentlichen Schulen seiner Heimat. Zwischen 1885 und 1892 war er in Nebraska als Zeitungsverleger tätig. Anschließend arbeitete er von 1892 bis 1904 für die Eisenbahnpost. Im Jahr 1904 zog er nach Los Angeles, wo er sich wieder im Zeitungsgeschäft engagierte. In den Jahren 1909 und 1910 war Randall Mitglied der städtischen Parkkommission von Los Angeles. Politisch schloss er sich der Prohibition Party an, die sich gegen den Verkauf und Konsum von Alkohol einsetzte. In den Jahren 1911 und 1912 gehörte er der California State Assembly an.
Bei den Kongresswahlen des Jahres 1914 wurde Randall im neunten Wahlbezirk von Kalifornien in das US-Repräsentantenhaus in Washington, D.C. gewählt, wo er am 4. März 1915 die Nachfolge von Charles W. Bell antrat. Nach zwei Wiederwahlen konnte er bis zum 3. März 1921 drei Legislaturperioden im Kongress absolvieren. In diese Zeit fielen unter anderem der Erste Weltkrieg. In den Jahren 1919 und 1920 wurden der 18. und der 19. Verfassungszusatz ratifiziert. 1920 wurde Charles Randall nicht wiedergewählt.
Nach dem Ende seiner Zeit im US-Repräsentantenhaus arbeitete er weiter in der Bewegung gegen den Alkohol. Zwischen 1925 und 1933 war er Stadtrat in Los Angeles. Zwischen 1922 und 1944 bewarb er sich sechsmal erfolglos um die Rückkehr in den Kongress. Im Jahr 1928 kandidierte er ebenso ohne Erfolg für den US-Senat. Er starb am 18. Februar 1951 in Los Angeles.